# F.L.Y. (band)
F.L.Y. is een zangtrio uit Letland. Op een feestje na afloop van de Letse finale voor het Eurovisiesongfestival 2002 kwam Martin Freiman met een idee voor het volgende festival om meerdere artiesten samen te laten optreden.
In de herfst van 2002 begonnen Mārtiņš Freimanis, Lauris Reiniks en Yana Kay zo'n samenwerking te bespreken en zo werd het trio F.L.Y. geboren. Hun lied Hello from Mars werd geschreven door Martin en Lauris en kort daarna op de plaat gezet.
Ieder lid van F.L.Y. had inmiddels zijn of haar eigen carrière in de muziek. Yana en Lauri zijn soloartiesten en hebben beiden al eens een album uitgebracht, terwijl Martin leadzanger is van de band Tumsa, die al drie albums op naam hebben staan.
Yana, Lauris en Martin hadden allemaal al eens aan de nationale finale van het Eurovisiesongfestival meegedaan, maar hun grote doorbraak - de kans Letland ook daadwerkelijk te vertegenwoordigen - kwam pas in 2003 met F.L.Y.
Na samen hun songfestivallied gepromoot te hebben, begon F.L.Y. nieuwe nummers op te nemen. Gevolg was een heel album, dat begin mei in Letland uitgebracht werd. Ze vertegenwoordigden Letland op het songfestival en eindigden op de 24e plaats. In de week voor het songfestival besloot snoepfabrikant Mars een campagne in Letland te voeren met de titel "Hello from Mars".
2000: Brainstorm · 
2001: Arnis Mednis · 
2002: Marie N · 
2003: F.L.Y. · 
2004: Fomins & Kleins · 
2005: Valters & Kaža · 
2006: Cosmos · 
2007: Bonaparti.lv · 
2008: Pirates of the Sea · 
2009: Intars Busulis · 
2010: Aisha · 
2011: Musiqq · 
2012: Anmary · 
2013: PeR · 
2014: Aarzemnieki · 
2015: Aminata Savadogo · 
2016: Justs · 
2017: Triana Park · 
2018: Laura Rizzotto · 
2019: Carousel · 
2021: Samanta Tīna · 
2022: Citi Zēni · 
2023: Sudden Lights · 
2024: Dons · 
2025: Tautumeitas